# Ball Closure Ring

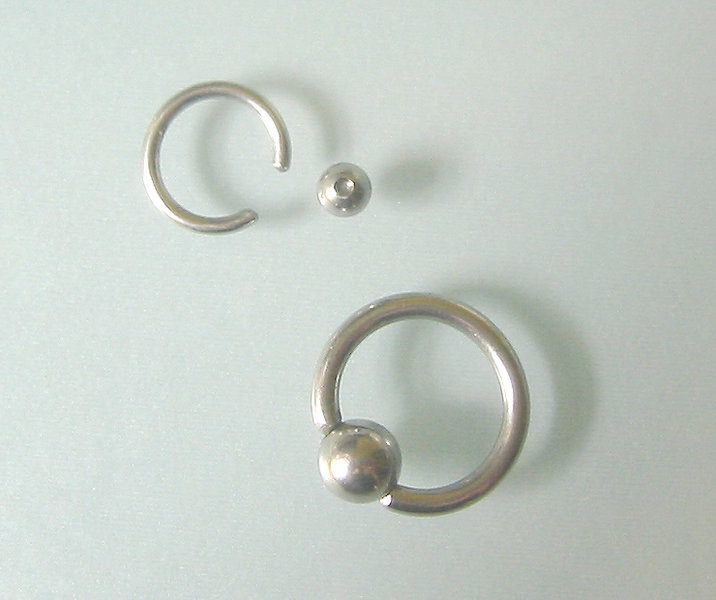
Ball Closure Ring

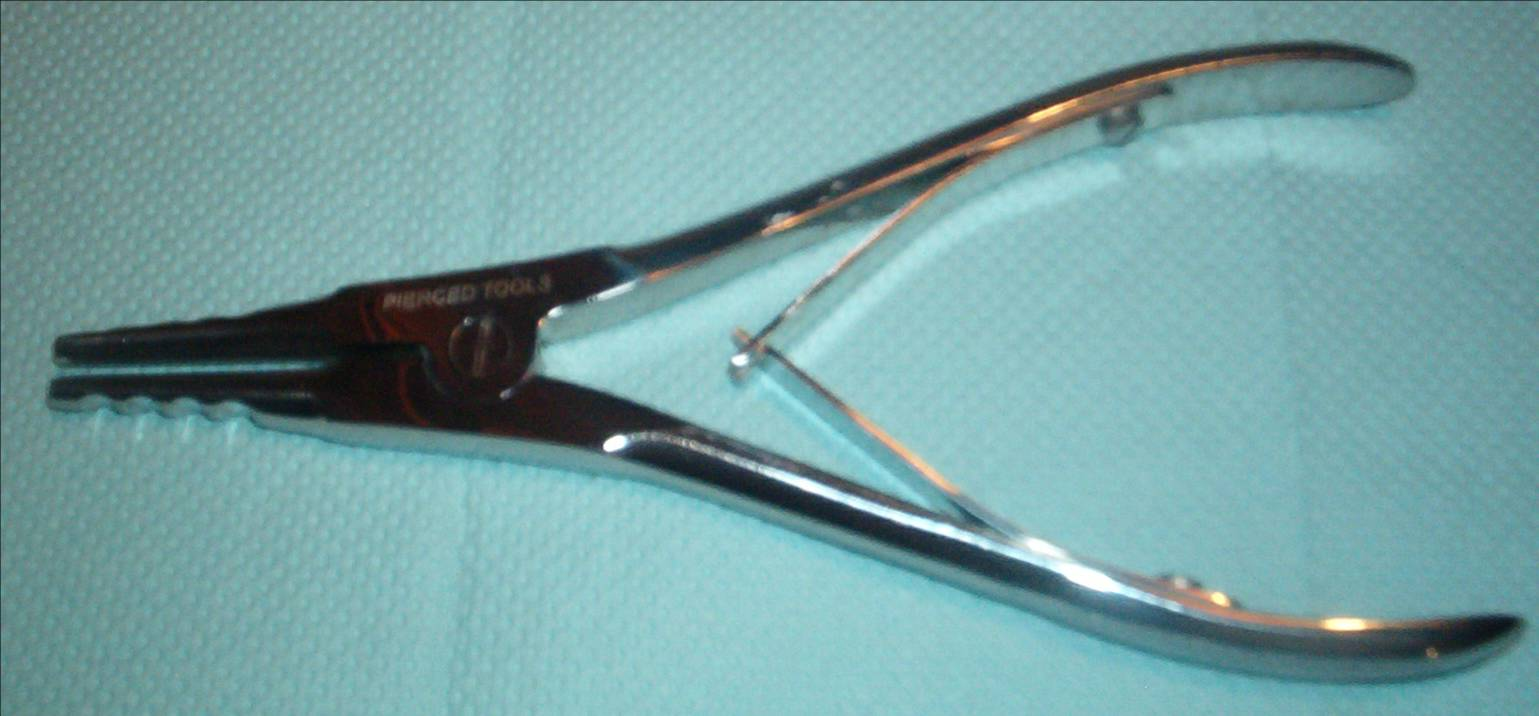
Spreizzange zum Öffnen des Rings

Ein Ball Closure Ring (BCR, „Klemmkugelring“), auch Captive Bead genannt, ist ein klassischer Schmuckring, der beim Bodypiercing eingesetzt wird und zusammen mit dem Barbell zum Standard-Piercingschmuck gehört. Meist ist er aus rostfreiem Stahl, Titan oder aber auch verschiedenen Kunststoffen gefertigt.
Als Verschluss dient eine Kugel, die in die Öffnung des Rings geklemmt wird. Sie hat zwei kleine Einbuchtungen auf beiden Seiten, damit sie in die Ringöffnung einrasten kann. Zum Einsetzen der Kugel kann der Ring vorsichtig mit einer Spreizzange aufgedehnt werden.
Häufig wird der BCR im Bauchnabel, im Ohrläppchen oder in der Brustwarze getragen. Er ist wegen seiner einfachen Handhabung und hohem Tragekomfort eines der am weitesten verbreiteten Schmuckstücke im Piercingbereich, ist jedoch nicht zum Ersteinsatz in ein neu gestochenes Piercing geeignet, da sich das Stichloch durch die axiale und radiale Bewegung des Ringes leicht entzünden kann.
Da das Spreizen des Schmucks mit zunehmender Materialstärke schwieriger wird, gibt es bei dickem Schmuck auch die Variante, dass der Ring entsprechende Aussparungen in den ebenen Trennflächen hat, in die federnd in der Kugel gelagerte Stifte einrasten.

## Variationen

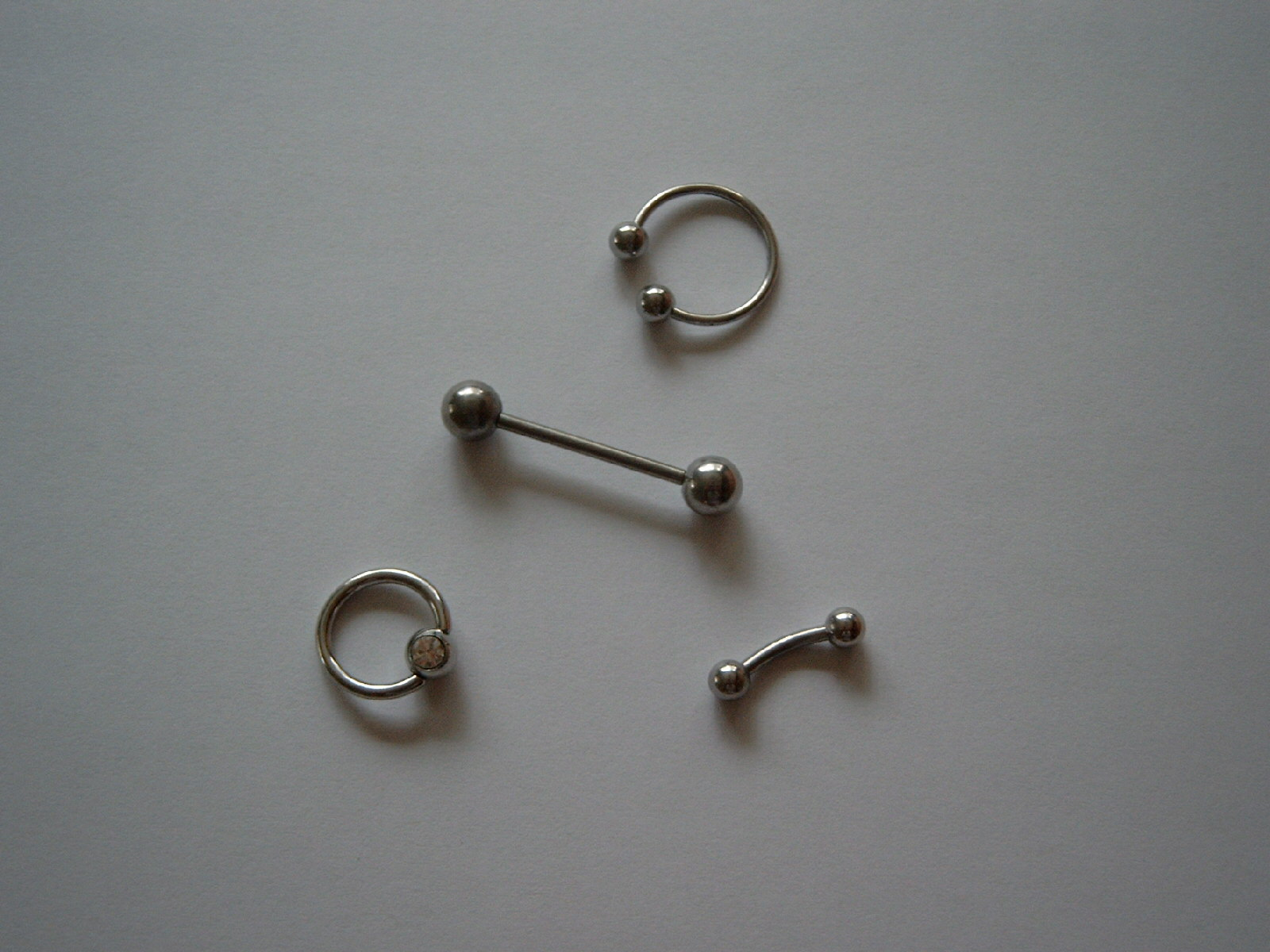
Circular Barbell, Barbell, Ball Closure Ring und Curved Barbell

Ein Segmentring wird nicht mit einer Kugel verschlossen, sondern mit einem Stift, der in Länge, Materialstärke und Radius der Ringöffnung entspricht, und bildet einen durchlaufenden Ring.
Ähnlich dem Segmentring ist auch der Bar Closure Ring: Statt die Form des Ringes weiterzuführen, ist hier ein Segment zu finden, das gerade durchläuft. Segmentringe können unter Umständen sehr kostspielig werden. Aus diesem Grund wird oft der Bar Closure Ring als Alternative gewählt.